# 利特尔顿 (科罗拉多州)
利特尔顿（英語：Littleton），是美国科罗拉多州阿拉珀霍县下属的一座城市。建市于1890年3月13日，面积大约为13.875平方英里（35.935平方公里）。根据2010年美国人口普查，该市有人口41,737人。2011年估计该市有人口42,639人，相比2010年人口增长率为2.16%。同时，论人口该市是科罗拉多州第20大城市。